# Хмельово
Хмельо́во (рос. Хмелёво) — село у складі Ленінськ-Кузнецького округу Кемеровської області, Росія.

## Населення
Населення — 86 осіб (2010; 144 у 2002).
Національний склад (станом на 2002 рік):
- росіяни — 94 %